# I'm Still in Love With You
I'm Still in Love With You är ett studioalbum av Roy Orbison, utgivet 1976 på skivbolaget Mercury.

## Låtlista
1. "Pledging My Love" (Don Robey/Ferdinand Washington)
2. "Spanish Nights" (Roy Orbison/Joe Melson)
3. "Rainbow Love" (Don Gibson)
4. "It's Lonely" (Roy Orbison/Joe Melson)
5. "Heartache" (Roy Orbison/Bill Dees)
6. "Crying Time" (Buck Owens)
7. "Still" (Dorian Burton/Howard Plummer)
8. "Hung Up on You" (Roy Orbison/Joe Melson)
9. "Circle" (Larry Gatlin)
10. "Sweet Mama Blue" (Roy Orbison/Joe Melson)
11. "All I Need Is Time" (George W. Reneau)